# Chaperiopsis bilaminata
Chaperiopsis bilaminata är en mossdjursart som beskrevs av Campbell Easter Waters 1898. Chaperiopsis bilaminata ingår i släktet Chaperiopsis och familjen Chaperiidae. Inga underarter finns listade i Catalogue of Life.